# Liste der Kulturdenkmale in der Brühlervorstadt
Die Liste der Kulturdenkmale in der Brühlervorstadt enthält die Kulturdenkmale im Westen des Stadtteils Brühlervorstadt der thüringischen Landeshauptstadt Erfurt, die vom Thüringischen Landesamt für Denkmalpflege und Archäologie als Bau- und Kunstdenkmale auf dem Gebiet der Stadt mit Stand vom 11. April 2024 erfasst wurden.

## Legende
- Bild: zeigt ein Bild des Kulturdenkmals und gegebenenfalls einen Link zu weiteren Fotos des Kulturdenkmals im Medienarchiv Wikimedia Commons
- Bezeichnung: Name, Bezeichnung oder die Art des Kulturdenkmals
- Lage: Wenn vorhanden Straßenname und Hausnummer des Kulturdenkmals; Grundsortierung der Liste erfolgt nach dieser Adresse. Der Link Karte führt zu verschiedenen Kartendarstellungen und nennt die Koordinaten des Kulturdenkmals.
 Kartenansicht, um Koordinaten zu setzen – in dieser Kartenansicht sind Kulturdenkmale ohne Koordinaten mit einem roten bzw. orangen Marker dargestellt und können in der Karte gesetzt werden. Kulturdenkmale ohne Bild sind mit einem blauen bzw. roten Marker gekennzeichnet, Kulturdenkmale mit Bild mit einem grünen bzw. orangen Marker.
- Datierung: gibt das Jahr der Fertigstellung beziehungsweise das Datum der Erstnennung oder den Zeitraum der Errichtung an
- Beschreibung: bauliche und geschichtliche Einzelheiten des Kulturdenkmals, vorzugsweise die Denkmaleigenschaften
- ID: Die ID identifiziert das Kulturdenkmal eindeutig. In Thüringen sind aktuell keine IDs veröffentlicht. In der ID-Spalte kann sich auch folgendes Icon  befinden, dies führt zu Angaben zu diesem Kulturdenkmal bei Wikidata.

## Liste der Kulturdenkmale in der Brühlervorstadt
| Bild                           | Bezeichnung                      | Lage | Datierung | Beschreibung | ID |
| ------------------------------ | -------------------------------- | --- | --------- | --- | -- |
| weitere Bilder Fotos hochladen | Flutgrabenanlage: Kanal und Park | zwischen südwestlichem Ende des Dreienbrunnen(Luisen-)parks und Nettelbeckufer; Gemarkung Erfurt-Süd: Flur 26 / Flurstück(e) 1/1, 1/2; Flur 27 / Flurstück(e) 3/1, 3/2, 106/1, 117/1, 286/110; Flur 28 / Flurstück(e) 9/1, 14/1, 30/7, 30/8, 142/19, 181/4; Flur 29 / Flurstück(e) 3/2, 3/3, 35/1, 108/3; Flur 102 / Flurstück(e) 1/1, 5/8, 18/1, 23, 24, 26; Flur 104 / Flurstück(e) 5/2, 7/3, 9, 11/1, 12, 13/1, 13/3, 13/4, 13/8, 13/10, 15/2 15/4, 15/5, 22, 23; Flur 105 / Flurstück(e) 67/1, 71/1, 72; Flur 106 / Flurstück(e) 67/1, 71/1, 72; Flur 130 / Flurstück(e) 34/2, 78/1, 78/2; Flur 131 / Flurstück(e) 61/3, 61/4, 61/5, 61/14, 62, 63/1, 63/2, 63/3, 63/5, 63/6, 63/11, 63/12, 64/1, 64/2 ; Flur 132 / Flurstück(e) 64, 65; Flur 157 / Flurstück(e) 1/2; Flur 165 / Flurstück(e) 1, 2 (Karte) |           | einschließlich angrenzender Parkflächen und Grünbereiche und ausgewählter Brücken; Historische Park- und Gartenanlage; einzelnes Kulturdenkmal |    |

### Alfred-Hess-Straße
| Bild                           | Bezeichnung                              | Lage                              | Datierung | Beschreibung | ID |
| ------------------------------ | ---------------------------------------- | --------------------------------- | --------- | --- | -- |
| weitere Bilder Fotos hochladen | Brücke, ehemals Hohenzollernbrücke, BW 8 | Alfred-Hess-Straße o. Nr. (Karte) |           | einzelnes Kulturdenkmal |    |
| weitere Bilder Fotos hochladen | Wohnhaus                                 | Alfred-Hess-Straße 1 (Karte)      |           | einzelnes Kulturdenkmal, Teil des Ensembles Bauliche Gesamtanlage Villenviertel Brühler Vorstadt                            |    |
| weitere Bilder Fotos hochladen |                                          | Alfred-Hess-Straße 3 (Karte)      |           | Teil des Ensembles Bauliche Gesamtanlage Villenviertel Brühler Vorstadt                                                     |    |
| weitere Bilder Fotos hochladen |                                          | Alfred-Hess-Straße 4 (Karte)      |           | Teil des Ensembles Bauliche Gesamtanlage Villenviertel Brühler Vorstadt                                                     |    |
| weitere Bilder Fotos hochladen |                                          | Alfred-Hess-Straße 6 (Karte)      |           | Teil des Ensembles Bauliche Gesamtanlage Villenviertel Brühler Vorstadt                                                     |    |
| weitere Bilder Fotos hochladen | Wohnhaus                                 | Alfred-Hess-Straße 7 (Karte)      |           | einzelnes Kulturdenkmal, Teil des Ensembles Bauliche Gesamtanlage Villenviertel Brühler Vorstadt                            |    |
| weitere Bilder Fotos hochladen |                                          | Alfred-Hess-Straße 8 (Karte)      |           | Teil des Ensembles Bauliche Gesamtanlage Villenviertel Brühler Vorstadt                                                     |    |
| weitere Bilder Fotos hochladen |                                          | Alfred-Hess-Straße 9 (Karte)      |           | Teil des Ensembles Bauliche Gesamtanlage Villenviertel Brühler Vorstadt                                                     |    |
| BW                             |                                          | Alfred-Hess-Straße 9a (Karte)     |           | Teil des Ensembles Bauliche Gesamtanlage Villenviertel Brühler Vorstadt                                                     |    |
| weitere Bilder Fotos hochladen | Wohnhaus                                 | Alfred-Hess-Straße 10 (Karte)     |           | einzelnes Kulturdenkmal, Teil des Ensembles Bauliche Gesamtanlage Villenviertel Brühler Vorstadt                            |    |
| weitere Bilder Fotos hochladen | Einfriedung                              | Alfred-Hess-Straße 10 (Karte)     |           | einzelnes Kulturdenkmal, Teil des Ensembles Bauliche Gesamtanlage Villenviertel Brühler Vorstadt                            |    |
| Fotos hochladen                | Wohnhaus                                 | Alfred-Hess-Straße 10a (Karte)    |           | einzelnes Kulturdenkmal, Teil des Ensembles Bauliche Gesamtanlage Villenviertel Brühler Vorstadt                            |    |
| weitere Bilder Fotos hochladen | Einfriedung                              | Alfred-Hess-Straße 10a (Karte)    |           | einzelnes Kulturdenkmal, Teil des Ensembles Bauliche Gesamtanlage Villenviertel Brühler Vorstadt                            |    |
| weitere Bilder Fotos hochladen |                                          | Alfred-Hess-Straße 10b (Karte)    |           | einzelnes Kulturdenkmal, Teil des Ensembles Bauliche Gesamtanlage Villenviertel Brühler Vorstadt                            |    |
| weitere Bilder Fotos hochladen | Einfriedung                              | Alfred-Hess-Straße 10b (Karte)    |           | einzelnes Kulturdenkmal, Teil des Ensembles Bauliche Gesamtanlage Villenviertel Brühler Vorstadt                            |    |
| weitere Bilder Fotos hochladen | Wohnhaus                                 | Alfred-Hess-Straße 11 (Karte)     |           | einzelnes Kulturdenkmal, Teil des Ensembles Bauliche Gesamtanlage Villenviertel Brühler Vorstadt                            |    |
| weitere Bilder Fotos hochladen | Einfriedung                              | Alfred-Hess-Straße 11 (Karte)     |           | einzelnes Kulturdenkmal, Teil des Ensembles Bauliche Gesamtanlage Villenviertel Brühler Vorstadt                            |    |
| weitere Bilder Fotos hochladen |                                          | Alfred-Hess-Straße 12 (Karte)     |           | Teil des Ensembles Bauliche Gesamtanlage Villenviertel Brühler Vorstadt                                                     |    |
| weitere Bilder Fotos hochladen |                                          | Alfred-Hess-Straße 13 (Karte)     |           | Teil des Ensembles Bauliche Gesamtanlage Villenviertel Brühler Vorstadt                                                     |    |
| weitere Bilder Fotos hochladen |                                          | Alfred-Hess-Straße 14 (Karte)     |           | Teil des Ensembles Bauliche Gesamtanlage Villenviertel Brühler Vorstadt                                                     |    |
| weitere Bilder Fotos hochladen |                                          | Alfred-Hess-Straße 15 (Karte)     |           | Teil des Ensembles Bauliche Gesamtanlage Villenviertel Brühler Vorstadt                                                     |    |
| weitere Bilder Fotos hochladen | Wohnhaus                                 | Alfred-Hess-Straße 16 (Karte)     |           | einzelnes Kulturdenkmal, Teil des Ensembles Bauliche Gesamtanlage Villenviertel Brühler Vorstadt                            |    |
| BW                             | Wagenhaus                                | Alfred-Hess-Straße 16 (Karte)     |           | einzelnes Kulturdenkmal, Teil des Ensembles Bauliche Gesamtanlage Villenviertel Brühler Vorstadt                            |    |
| weitere Bilder Fotos hochladen | Wohnhaus                                 | Alfred-Hess-Straße 17 (Karte)     |           | einzelnes Kulturdenkmal, Teil des Ensembles Bauliche Gesamtanlage Villenviertel Brühler Vorstadt                            |    |
| weitere Bilder Fotos hochladen |                                          | Alfred-Hess-Straße 18 (Karte)     |           | Teil des Ensembles Bauliche Gesamtanlage Villenviertel Brühler Vorstadt                                                     |    |
| weitere Bilder Fotos hochladen |                                          | Alfred-Hess-Straße 18a (Karte)    |           | Teil des Ensembles Bauliche Gesamtanlage Villenviertel Brühler Vorstadt                                                     |    |
| weitere Bilder Fotos hochladen |                                          | Alfred-Hess-Straße 19 (Karte)     |           | Teil des Ensembles Bauliche Gesamtanlage Villenviertel Brühler Vorstadt                                                     |    |
| weitere Bilder Fotos hochladen |                                          | Alfred-Hess-Straße 19a (Karte)    |           | Teil des Ensembles Bauliche Gesamtanlage Villenviertel Brühler Vorstadt                                                     |    |
| weitere Bilder Fotos hochladen | Wohnhaus                                 | Alfred-Hess-Straße 20 (Karte)     |           | einzelnes Kulturdenkmal, Teil des Ensembles Bauliche Gesamtanlage Villenviertel Brühler Vorstadt                            |    |
| BW                             | Einfriedung                              | Alfred-Hess-Straße 20 (Karte)     |           | einzelnes Kulturdenkmal, Teil des Ensembles Bauliche Gesamtanlage Villenviertel Brühler Vorstadt                            |    |
| weitere Bilder Fotos hochladen |                                          | Alfred-Hess-Straße 21 (Karte)     |           | Teil des Ensembles Bauliche Gesamtanlage Villenviertel Brühler Vorstadt                                                     |    |
| weitere Bilder Fotos hochladen | Wohnhaus                                 | Alfred-Hess-Straße 22a (Karte)    |           | einzelnes Kulturdenkmal, Teil des Ensembles Bauliche Gesamtanlage Villenviertel Brühler Vorstadt                            |    |
| weitere Bilder Fotos hochladen | Einfriedung                              | Alfred-Hess-Straße 22a (Karte)    |           | einzelnes Kulturdenkmal, Teil des Ensembles Bauliche Gesamtanlage Villenviertel Brühler Vorstadt                            |    |
| weitere Bilder Fotos hochladen | Wohnhaus                                 | Alfred-Hess-Straße 23 (Karte)     |           | einzelnes Kulturdenkmal, Teil des Ensembles Bauliche Gesamtanlage Villenviertel Brühler Vorstadt                            |    |
| weitere Bilder Fotos hochladen | Wohnblock                                | Alfred-Hess-Straße 24 (Karte)     |           | zusammen mit Nr. 24a, 25; einzelnes Kulturdenkmal, Teil des Ensembles Bauliche Gesamtanlage Villenviertel Brühler Vorstadt  |    |
| BW                             | Einfriedung                              | Alfred-Hess-Straße 24 (Karte)     |           | einzelnes Kulturdenkmal, Teil des Ensembles Bauliche Gesamtanlage Villenviertel Brühler Vorstadt                            |    |
| weitere Bilder Fotos hochladen | Wohnblock                                | Alfred-Hess-Straße 24a (Karte)    |           | zusammen mit Nr. 24, 25; einzelnes Kulturdenkmal, Teil des Ensembles Bauliche Gesamtanlage Villenviertel Brühler Vorstadt   |    |
| BW                             | Einfriedung                              | Alfred-Hess-Straße 24a (Karte)    |           | einzelnes Kulturdenkmal, Teil des Ensembles Bauliche Gesamtanlage Villenviertel Brühler Vorstadt                            |    |
| weitere Bilder Fotos hochladen | Wohnblock                                | Alfred-Hess-Straße 25 (Karte)     |           | zusammen mit Nr. 24, 24a; einzelnes Kulturdenkmal, Teil des Ensembles Bauliche Gesamtanlage Villenviertel Brühler Vorstadt4 |    |
| BW                             | Einfriedung                              | Alfred-Hess-Straße 25 (Karte)     |           | einzelnes Kulturdenkmal, Teil des Ensembles Bauliche Gesamtanlage Villenviertel Brühler Vorstadt                            |    |
| weitere Bilder Fotos hochladen |                                          | Alfred-Hess-Straße 26 (Karte)     |           | Teil des Ensembles Bauliche Gesamtanlage Villenviertel Brühler Vorstadt                                                     |    |
| weitere Bilder Fotos hochladen | Wohnhaus                                 | Alfred-Hess-Straße 27 (Karte)     |           | einzelnes Kulturdenkmal, Teil des Ensembles Bauliche Gesamtanlage Villenviertel Brühler Vorstadt                            |    |
| weitere Bilder Fotos hochladen | Wohnhaus                                 | Alfred-Hess-Straße 28 (Karte)     |           | einzelnes Kulturdenkmal, Teil des Ensembles Bauliche Gesamtanlage Villenviertel Brühler Vorstadt                            |    |
| weitere Bilder Fotos hochladen | Einfriedung                              | Alfred-Hess-Straße 28 (Karte)     |           | einzelnes Kulturdenkmal, Teil des Ensembles Bauliche Gesamtanlage Villenviertel Brühler Vorstadt                            |    |
| weitere Bilder Fotos hochladen |                                          | Alfred-Hess-Straße 29 (Karte)     |           | Teil des Ensembles Bauliche Gesamtanlage Villenviertel Brühler Vorstadt                                                     |    |
| weitere Bilder Fotos hochladen |                                          | Alfred-Hess-Straße 30 (Karte)     |           | Teil des Ensembles Bauliche Gesamtanlage Villenviertel Brühler Vorstadt                                                     |    |
| weitere Bilder Fotos hochladen |                                          | Alfred-Hess-Straße 30a (Karte)    |           | Teil des Ensembles Bauliche Gesamtanlage Villenviertel Brühler Vorstadt                                                     |    |
| weitere Bilder Fotos hochladen |                                          | Alfred-Hess-Straße 31 (Karte)     |           | Teil des Ensembles Bauliche Gesamtanlage Villenviertel Brühler Vorstadt                                                     |    |
| weitere Bilder Fotos hochladen |                                          | Alfred-Hess-Straße 31a (Karte)    |           | Teil des Ensembles Bauliche Gesamtanlage Villenviertel Brühler Vorstadt                                                     |    |
| weitere Bilder Fotos hochladen |                                          | Alfred-Hess-Straße 31b (Karte)    |           | Teil des Ensembles Bauliche Gesamtanlage Villenviertel Brühler Vorstadt                                                     |    |
| weitere Bilder Fotos hochladen |                                          | Alfred-Hess-Straße 32 (Karte)     |           | Teil des Ensembles Bauliche Gesamtanlage Villenviertel Brühler Vorstadt                                                     |    |
| weitere Bilder Fotos hochladen |                                          | Alfred-Hess-Straße 32a (Karte)    |           | Teil des Ensembles Bauliche Gesamtanlage Villenviertel Brühler Vorstadt                                                     |    |
| weitere Bilder Fotos hochladen |                                          | Alfred-Hess-Straße 33 (Karte)     |           | Teil des Ensembles Bauliche Gesamtanlage Villenviertel Brühler Vorstadt                                                     |    |
| weitere Bilder Fotos hochladen |                                          | Alfred-Hess-Straße 34 (Karte)     |           | Teil des Ensembles Bauliche Gesamtanlage Villenviertel Brühler Vorstadt                                                     |    |
| weitere Bilder Fotos hochladen |                                          | Alfred-Hess-Straße 35 (Karte)     |           | Teil des Ensembles Bauliche Gesamtanlage Villenviertel Brühler Vorstadt                                                     |    |
| weitere Bilder Fotos hochladen | Wohnhaus                                 | Alfred-Hess-Straße 36 (Karte)     |           | einzelnes Kulturdenkmal, Teil des Ensembles Bauliche Gesamtanlage Villenviertel Brühler Vorstadt                            |    |
| weitere Bilder Fotos hochladen | Einfriedung                              | Alfred-Hess-Straße 36 (Karte)     |           | einzelnes Kulturdenkmal, Teil des Ensembles Bauliche Gesamtanlage Villenviertel Brühler Vorstadt                            |    |
| weitere Bilder Fotos hochladen | Parkanlage Äußerer Grüngürtel            | Alfred-Hess-Straße 36a (Karte)    |           | Historische Park- und Gartenanlage; einzelnes Kulturdenkmal                                                                 |    |
| weitere Bilder Fotos hochladen | Flutgraben                               | Alfred-Hess-Straße 36a (Karte)    |           | Wassertechnische Anlage; einzelnes Kulturdenkmal                                                                            |    |
| weitere Bilder Fotos hochladen | Villa                                    | Alfred-Hess-Straße 37 (Karte)     |           | einzelnes Kulturdenkmal, Teil des Ensembles Bauliche Gesamtanlage Villenviertel Brühler Vorstadt                            |    |
| weitere Bilder Fotos hochladen |                                          | Alfred-Hess-Straße 38 (Karte)     |           | Teil des Ensembles Bauliche Gesamtanlage Villenviertel Brühler Vorstadt                                                     |    |
| weitere Bilder Fotos hochladen |                                          | Alfred-Hess-Straße 40 (Karte)     |           | Teil des Ensembles Bauliche Gesamtanlage Villenviertel Brühler Vorstadt                                                     |    |
| weitere Bilder Fotos hochladen |                                          | Alfred-Hess-Straße 41 (Karte)     |           | Teil des Ensembles Bauliche Gesamtanlage Villenviertel Brühler Vorstadt                                                     |    |
| weitere Bilder Fotos hochladen |                                          | Alfred-Hess-Straße 42 (Karte)     |           | Teil des Ensembles Bauliche Gesamtanlage Villenviertel Brühler Vorstadt                                                     |    |
| weitere Bilder Fotos hochladen |                                          | Alfred-Hess-Straße 44 (Karte)     |           | Teil des Ensembles Bauliche Gesamtanlage Villenviertel Brühler Vorstadt                                                     |    |
| weitere Bilder Fotos hochladen |                                          | Alfred-Hess-Straße 45 (Karte)     |           | Teil des Ensembles Bauliche Gesamtanlage Villenviertel Brühler Vorstadt                                                     |    |
| weitere Bilder Fotos hochladen | Wohnhaus                                 | Alfred-Hess-Straße 46 (Karte)     |           | einzelnes Kulturdenkmal, Teil des Ensembles Bauliche Gesamtanlage Villenviertel Brühler Vorstadt                            |    |
| BW                             | Einfriedung                              | Alfred-Hess-Straße 46 (Karte)     |           | einzelnes Kulturdenkmal, Teil des Ensembles Bauliche Gesamtanlage Villenviertel Brühler Vorstadt                            |    |
| weitere Bilder Fotos hochladen |                                          | Alfred-Hess-Straße 47 (Karte)     |           | Teil des Ensembles Bauliche Gesamtanlage Villenviertel Brühler Vorstadt                                                     |    |

### Barbarossahof
| Bild                           | Bezeichnung | Lage                     | Datierung | Beschreibung                                         | ID |
| ------------------------------ | ----------- | ------------------------ | --------- | ---------------------------------------------------- | -- |
| weitere Bilder Fotos hochladen | Militärbau  | Barbarossahof 1 (Karte)  |           | ehemalige Artilleriekaserne, einzelnes Kulturdenkmal |    |
| weitere Bilder Fotos hochladen | Militärbau  | Barbarossahof 2 (Karte)  |           | ehemalige Artilleriekaserne, einzelnes Kulturdenkmal |    |
| weitere Bilder Fotos hochladen | Militärbau  | Barbarossahof 3 (Karte)  |           | ehemalige Artilleriekaserne, einzelnes Kulturdenkmal |    |
| weitere Bilder Fotos hochladen | Militärbau  | Barbarossahof 4 (Karte)  |           | ehemalige Artilleriekaserne, einzelnes Kulturdenkmal |    |
| weitere Bilder Fotos hochladen | Militärbau  | Barbarossahof 5 (Karte)  |           | ehemalige Artilleriekaserne, einzelnes Kulturdenkmal |    |
| weitere Bilder Fotos hochladen | Militärbau  | Barbarossahof 10 (Karte) |           | ehemalige Artilleriekaserne, einzelnes Kulturdenkmal |    |
| weitere Bilder Fotos hochladen | Militärbau  | Barbarossahof 11 (Karte) |           | ehemalige Artilleriekaserne, einzelnes Kulturdenkmal |    |
| weitere Bilder Fotos hochladen | Militärbau  | Barbarossahof 18 (Karte) |           | ehemalige Artilleriekaserne, einzelnes Kulturdenkmal |    |
| weitere Bilder Fotos hochladen | Militärbau  | Barbarossahof 19 (Karte) |           | ehemalige Artilleriekaserne, einzelnes Kulturdenkmal |    |

### Bergstromweg
| Bild                           | Bezeichnung | Lage                    | Datierung | Beschreibung                                                            | ID |
| ------------------------------ | ----------- | ----------------------- | --------- | ----------------------------------------------------------------------- | -- |
| weitere Bilder Fotos hochladen |             | Bergstromweg 1 (Karte)  |           | Teil des Ensembles Bauliche Gesamtanlage Villenviertel Brühler Vorstadt |    |
| weitere Bilder Fotos hochladen |             | Bergstromweg 2 (Karte)  |           | Teil des Ensembles Bauliche Gesamtanlage Villenviertel Brühler Vorstadt |    |
| weitere Bilder Fotos hochladen |             | Bergstromweg 2a (Karte) |           | Teil des Ensembles Bauliche Gesamtanlage Villenviertel Brühler Vorstadt |    |
| weitere Bilder Fotos hochladen |             | Bergstromweg 3 (Karte)  |           | Teil des Ensembles Bauliche Gesamtanlage Villenviertel Brühler Vorstadt |    |
| weitere Bilder Fotos hochladen |             | Bergstromweg 4 (Karte)  |           | Teil des Ensembles Bauliche Gesamtanlage Villenviertel Brühler Vorstadt |    |

### Binderslebener Landstraße
| Bild                           | Bezeichnung                         | Lage                                 | Datierung | Beschreibung            | ID |
| ------------------------------ | ----------------------------------- | ------------------------------------ | --------- | ----------------------- | -- |
| BW                             | Hauptfriedhof: Gebäude              | Binderslebener Landstraße 73 (Karte) |           | einzelnes Kulturdenkmal |    |
| BW                             | Hauptfriedhof: Gebäude              | Binderslebener Landstraße 74 (Karte) |           | einzelnes Kulturdenkmal |    |
| weitere Bilder Fotos hochladen | Friedhofsanlage Hauptfriedhof       | Binderslebener Landstraße 75 (Karte) |           | einzelnes Kulturdenkmal |    |
| BW                             | Hauptfriedhof: Gebäude              | Binderslebener Landstraße 75 (Karte) |           | einzelnes Kulturdenkmal |    |
| weitere Bilder Fotos hochladen | Hauptfriedhof: Haupteingang         | Binderslebener Landstraße 75 (Karte) |           | einzelnes Kulturdenkmal |    |
| BW                             | Hauptfriedhof: Krematorium          | Binderslebener Landstraße 75 (Karte) |           | einzelnes Kulturdenkmal |    |
| weitere Bilder Fotos hochladen | Hauptfriedhof: Feierhallenkomplex   | Binderslebener Landstraße 75 (Karte) |           | einzelnes Kulturdenkmal |    |
| BW                             | Hauptfriedhof: ausgewählte Grabmale | Binderslebener Landstraße 75 (Karte) |           | einzelnes Kulturdenkmal |    |

### Brühler Herrenberg
| Bild                           | Bezeichnung | Lage                         | Datierung | Beschreibung            | ID |
| ------------------------------ | ----------- | ---------------------------- | --------- | ----------------------- | -- |
| weitere Bilder Fotos hochladen | Wohnhaus    | Brühler Herrenberg 4 (Karte) |           | einzelnes Kulturdenkmal |    |
| weitere Bilder Fotos hochladen | Einfriedung | Brühler Herrenberg 4 (Karte) |           | einzelnes Kulturdenkmal |    |

### Cyriakstraße
| Bild                           | Bezeichnung                | Lage                                                                                               | Datierung | Beschreibung                                                                                              | ID |
| ------------------------------ | -------------------------- | -------------------------------------------------------------------------------------------------- | --------- | --- | -- |
| weitere Bilder Fotos hochladen | Bildstock Sibyllentürmchen | Cyriakstraße o. Nr., auf dem Vorplatz des unteren Eingangs zur Ega (Eingang Gothaer Platz) (Karte) |           | einzelnes Kulturdenkmal                                                                                   |    |
| weitere Bilder Fotos hochladen |                            | Cyriakstraße 4 (Karte)                                                                             |           | Teil des Ensembles Bauliche Gesamtanlage Villenviertel Brühler Vorstadt                                   |    |
| weitere Bilder Fotos hochladen |                            | Cyriakstraße 5 (Karte)                                                                             |           | Teil des Ensembles Bauliche Gesamtanlage Villenviertel Brühler Vorstadt                                   |    |
| weitere Bilder Fotos hochladen |                            | Cyriakstraße 6 (Karte)                                                                             |           | Teil des Ensembles Bauliche Gesamtanlage Villenviertel Brühler Vorstadt                                   |    |
| weitere Bilder Fotos hochladen |                            | Cyriakstraße 7 (Karte)                                                                             |           | Teil des Ensembles Bauliche Gesamtanlage Villenviertel Brühler Vorstadt                                   |    |
| weitere Bilder Fotos hochladen |                            | Cyriakstraße 8 (Karte)                                                                             |           | Teil des Ensembles Bauliche Gesamtanlage Villenviertel Brühler Vorstadt                                   |    |
| weitere Bilder Fotos hochladen |                            | Cyriakstraße 9 (Karte)                                                                             |           | Teil des Ensembles Bauliche Gesamtanlage Villenviertel Brühler Vorstadt                                   |    |
| weitere Bilder Fotos hochladen |                            | Cyriakstraße 10 (Karte)                                                                            |           | Teil des Ensembles Bauliche Gesamtanlage Villenviertel Brühler Vorstadt                                   |    |
| weitere Bilder Fotos hochladen |                            | Cyriakstraße 11 (Karte)                                                                            |           | Teil des Ensembles Bauliche Gesamtanlage Villenviertel Brühler Vorstadt                                   |    |
| weitere Bilder Fotos hochladen |                            | Cyriakstraße 12 (Karte)                                                                            |           | Teil des Ensembles Bauliche Gesamtanlage Villenviertel Brühler Vorstadt                                   |    |
| weitere Bilder Fotos hochladen |                            | Cyriakstraße 13 (Karte)                                                                            |           | Teil des Ensembles Bauliche Gesamtanlage Villenviertel Brühler Vorstadt                                   |    |
| weitere Bilder Fotos hochladen |                            | Cyriakstraße 14 (Karte)                                                                            |           | Teil des Ensembles Bauliche Gesamtanlage Villenviertel Brühler Vorstadt                                   |    |
| weitere Bilder Fotos hochladen |                            | Cyriakstraße 15 (Karte)                                                                            |           | Teil des Ensembles Bauliche Gesamtanlage Villenviertel Brühler Vorstadt                                   |    |
| weitere Bilder Fotos hochladen |                            | Cyriakstraße 16 (Karte)                                                                            |           | Teil des Ensembles Bauliche Gesamtanlage Villenviertel Brühler Vorstadt                                   |    |
| weitere Bilder Fotos hochladen |                            | Cyriakstraße 17 (Karte)                                                                            |           | Teil des Ensembles Bauliche Gesamtanlage Villenviertel Brühler Vorstadt                                   |    |
| weitere Bilder Fotos hochladen |                            | Cyriakstraße 17a (Karte)                                                                           |           | Teil des Ensembles Bauliche Gesamtanlage Villenviertel Brühler Vorstadt                                   |    |
| BW                             |                            | Cyriakstraße 18 (Karte)                                                                            |           | Teil des Ensembles Bauliche Gesamtanlage Villenviertel Brühler Vorstadt                                   |    |
| weitere Bilder Fotos hochladen |                            | Cyriakstraße 19 (Karte)                                                                            |           | Teil des Ensembles Bauliche Gesamtanlage Villenviertel Brühler Vorstadt                                   |    |
| weitere Bilder Fotos hochladen |                            | Cyriakstraße 20 (Karte)                                                                            |           | Teil des Ensembles Bauliche Gesamtanlage Villenviertel Brühler Vorstadt                                   |    |
| weitere Bilder Fotos hochladen |                            | Cyriakstraße 21 (Karte)                                                                            |           | Teil des Ensembles Bauliche Gesamtanlage Villenviertel Brühler Vorstadt                                   |    |
| weitere Bilder Fotos hochladen |                            | Cyriakstraße 21a (Karte)                                                                           |           | Teil des Ensembles Bauliche Gesamtanlage Villenviertel Brühler Vorstadt                                   |    |
| weitere Bilder Fotos hochladen | Wohnhaus                   | Cyriakstraße 22 (Karte)                                                                            |           | einzelnes Kulturdenkmal; Teil des Ensembles Bauliche Gesamtanlage Villenviertel Brühler Vorstadt          |    |
| weitere Bilder Fotos hochladen | Einfriedung                | Cyriakstraße 22 (Karte)                                                                            |           | einzelnes Kulturdenkmal; Teil des Ensembles Bauliche Gesamtanlage Villenviertel Brühler Vorstadt          |    |
| weitere Bilder Fotos hochladen |                            | Cyriakstraße 23 (Karte)                                                                            |           | Teil des Ensembles Bauliche Gesamtanlage Villenviertel Brühler Vorstadt                                   |    |
| weitere Bilder Fotos hochladen |                            | Cyriakstraße 24 (Karte)                                                                            |           | Teil des Ensembles Bauliche Gesamtanlage Villenviertel Brühler Vorstadt                                   |    |
| weitere Bilder Fotos hochladen | Wohnhaus                   | Cyriakstraße 28 (Karte)                                                                            |           | Teil des Ensembles Bauliche Gesamtanlage Villenviertel Brühler Vorstadt                                   |    |
| weitere Bilder Fotos hochladen | Einfriedung                | Cyriakstraße 28 (Karte)                                                                            |           | Teil des Ensembles Bauliche Gesamtanlage Villenviertel Brühler Vorstadt                                   |    |
| weitere Bilder Fotos hochladen | Wohnhaus                   | Cyriakstraße 29 (Karte)                                                                            |           | einzelnes Kulturdenkmal; Teil des Ensembles Bauliche Gesamtanlage Villenviertel Brühler Vorstadt          |    |
| weitere Bilder Fotos hochladen | Einfriedung                | Cyriakstraße 29 (Karte)                                                                            |           | einzelnes Kulturdenkmal Teil des Ensembles Bauliche Gesamtanlage Villenviertel Brühler Vorstadt           |    |
| BW                             |                            | Cyriakstraße 30 (Karte)                                                                            |           | Teil des Ensembles Bauliche Gesamtanlage Villenviertel Brühler Vorstadt                                   |    |
| weitere Bilder Fotos hochladen |                            | Cyriakstraße 30b (Karte)                                                                           |           | Teil des Ensembles Bauliche Gesamtanlage Villenviertel Brühler Vorstadt                                   |    |
| weitere Bilder Fotos hochladen |                            | Cyriakstraße 30c (Karte)                                                                           |           | Teil des Ensembles Bauliche Gesamtanlage Villenviertel Brühler Vorstadt                                   |    |
| weitere Bilder Fotos hochladen |                            | Cyriakstraße 30d (Karte)                                                                           |           | Teil des Ensembles Bauliche Gesamtanlage Villenviertel Brühler Vorstadt                                   |    |
| weitere Bilder Fotos hochladen |                            | Cyriakstraße 30e (Karte)                                                                           |           | Teil des Ensembles Bauliche Gesamtanlage Villenviertel Brühler Vorstadt                                   |    |
| weitere Bilder Fotos hochladen |                            | Cyriakstraße 31 (Karte)                                                                            |           | Teil des Ensembles Bauliche Gesamtanlage Villenviertel Brühler Vorstadt                                   |    |
| BW                             |                            | Cyriakstraße 34 (Karte)                                                                            |           | Teil des Ensembles Bauliche Gesamtanlage Villenviertel Brühler Vorstadt                                   |    |
| weitere Bilder Fotos hochladen | Wohnhaus                   | Cyriakstraße 35 (Karte)                                                                            |           | einzelnes Kulturdenkmal; Teil des Ensembles Bauliche Gesamtanlage Villenviertel Brühler Vorstadt          |    |
| weitere Bilder Fotos hochladen | Einfriedung                | Cyriakstraße 35 (Karte)                                                                            |           | einzelnes Kulturdenkmal; Teil des Ensembles Bauliche Gesamtanlage Villenviertel Brühler Vorstadt          |    |
| weitere Bilder Fotos hochladen | Wohnhaus                   | Cyriakstraße 36 (Karte)                                                                            |           | einzelnes Kulturdenkmal; Teil des Ensembles Bauliche Gesamtanlage Villenviertel Brühler Vorstadt          |    |
| weitere Bilder Fotos hochladen | Einfriedung                | Cyriakstraße 36 (Karte)                                                                            |           | einzelnes Kulturdenkmal; Teil des Ensembles Bauliche Gesamtanlage Villenviertel Brühler Vorstadt          |    |
| weitere Bilder Fotos hochladen |                            | Cyriakstraße 36a (Karte)                                                                           |           | einzelnes Kulturdenkmal; Teil des Ensembles Bauliche Gesamtanlage Villenviertel Brühler Vorstadt          |    |
| weitere Bilder Fotos hochladen | Wohnhaus                   | Cyriakstraße 37 (Karte)                                                                            |           | einzelnes Kulturdenkmal; Teil des Ensembles Bauliche Gesamtanlage Villenviertel Brühler Vorstadt          |    |
| weitere Bilder Fotos hochladen | Einfriedung                | Cyriakstraße 37 (Karte)                                                                            |           | einzelnes Kulturdenkmal; Teil des Ensembles Bauliche Gesamtanlage Villenviertel Brühler Vorstadt          |    |
| weitere Bilder Fotos hochladen | Wohnhaus                   | Cyriakstraße 39 (Karte)                                                                            |           | einzelnes Kulturdenkmal; Teil des Ensembles Bauliche Gesamtanlage Villenviertel Brühler Vorstadt          |    |
| weitere Bilder Fotos hochladen | Einfriedung                | Cyriakstraße 39 (Karte)                                                                            |           | einzelnes Kulturdenkmal; Teil des Ensembles Bauliche Gesamtanlage Villenviertel Brühler Vorstadt          |    |
| BW                             | Gartenhaus                 | Cyriakstraße 39 (Karte)                                                                            |           | einzelnes Kulturdenkmal; Teil des Ensembles Bauliche Gesamtanlage Villenviertel Brühler Vorstadt          |    |
| weitere Bilder Fotos hochladen | Wohnhaus                   | Cyriakstraße 40 (Karte)                                                                            |           | einzelnes Kulturdenkmal; Teil des Ensembles Bauliche Gesamtanlage Villenviertel Brühler Vorstadt          |    |
| weitere Bilder Fotos hochladen | Einfriedung                | Cyriakstraße 40 (Karte)                                                                            |           | einzelnes Kulturdenkmal; Teil des Ensembles Bauliche Gesamtanlage Villenviertel Brühler Vorstadt          |    |
| BW                             |                            | Cyriakstraße 40a (Karte)                                                                           |           | Teil des Ensembles Bauliche Gesamtanlage Villenviertel Brühler Vorstadt                                   |    |
| Fotos hochladen                | Wohnhaus                   | Cyriakstraße 41 (Karte)                                                                            |           | einzelnes Kulturdenkmal; Teil des Ensembles Bauliche Gesamtanlage Villenviertel Brühler Vorstadt          |    |
| BW                             | Einfriedung                | Cyriakstraße 41 (Karte)                                                                            |           | einzelnes Kulturdenkmal; Teil des Ensembles Bauliche Gesamtanlage Villenviertel Brühler Vorstadt          |    |
| weitere Bilder Fotos hochladen | Wohnhaus                   | Cyriakstraße 42 (Karte)                                                                            |           | einzelnes Kulturdenkmal; Teil des Ensembles Bauliche Gesamtanlage Villenviertel Brühler Vorstadt          |    |
| weitere Bilder Fotos hochladen | Einfriedung                | Cyriakstraße 42 (Karte)                                                                            |           | einzelnes Kulturdenkmal; Teil des Ensembles Bauliche Gesamtanlage Villenviertel Brühler Vorstadt          |    |
| BW                             |                            | Cyriakstraße 43 (Karte)                                                                            |           | Teil des Ensembles Bauliche Gesamtanlage Villenviertel Brühler Vorstadt                                   |    |
| weitere Bilder Fotos hochladen | Wohnhaus                   | Cyriakstraße 44 (Karte)                                                                            |           | einzelnes Kulturdenkmal; Teil des Ensembles Bauliche Gesamtanlage Villenviertel Brühler Vorstadt          |    |
| weitere Bilder Fotos hochladen | Einfriedung                | Cyriakstraße 44 (Karte)                                                                            |           | einzelnes Kulturdenkmal; Teil des Ensembles Bauliche Gesamtanlage Villenviertel Brühler Vorstadt          |    |
| weitere Bilder Fotos hochladen | Wohnhaus                   | Cyriakstraße 45 (Karte)                                                                            |           | einzelnes Kulturdenkmal; Teil des Ensembles Bauliche Gesamtanlage Villenviertel Brühler Vorstadt          |    |
| BW                             | Einfriedung                | Cyriakstraße 45 (Karte)                                                                            |           | einzelnes Kulturdenkmal; Teil des Ensembles Bauliche Gesamtanlage Villenviertel Brühler Vorstadt          |    |
| weitere Bilder Fotos hochladen | Wohnhaus                   | Cyriakstraße 46 (Karte)                                                                            |           | einzelnes Kulturdenkmal; Teil des Ensembles Bauliche Gesamtanlage Villenviertel Brühler Vorstadt          |    |
| BW                             | Einfriedung                | Cyriakstraße 46 (Karte)                                                                            |           | einzelnes Kulturdenkmal; Teil des Ensembles Bauliche Gesamtanlage Villenviertel Brühler Vorstadt          |    |
| weitere Bilder Fotos hochladen |                            | Cyriakstraße 47 (Karte)                                                                            |           | Teil des Ensembles Bauliche Gesamtanlage Villenviertel Brühler Vorstadt                                   |    |
| BW                             |                            | Cyriakstraße 48 (Karte)                                                                            |           | Teil des Ensembles Bauliche Gesamtanlage Villenviertel Brühler Vorstadt                                   |    |
| weitere Bilder Fotos hochladen |                            | Cyriakstraße 49 (Karte)                                                                            |           | Teil des Ensembles Bauliche Gesamtanlage Villenviertel Brühler Vorstadt lt. Denkmalliste der Stadt Erfurt |    |

### Elisabethstraße
| Bild                           | Bezeichnung | Lage                       | Datierung | Beschreibung            | ID |
| ------------------------------ | ----------- | -------------------------- | --------- | ----------------------- | -- |
| weitere Bilder Fotos hochladen | Wohnhaus    | Elisabethstraße 5a (Karte) |           | einzelnes Kulturdenkmal |    |

### Espachstraße
| Bild                           | Bezeichnung | Lage                    | Datierung | Beschreibung                                                            | ID |
| ------------------------------ | ----------- | ----------------------- | --------- | ----------------------------------------------------------------------- | -- |
| weitere Bilder Fotos hochladen | Wohnhaus    | Espachstraße 1 (Karte)  |           | einzelnes Kulturdenkmal                                                 |    |
| weitere Bilder Fotos hochladen | Einfriedung | Espachstraße 1 (Karte)  |           | einzelnes Kulturdenkmal                                                 |    |
| weitere Bilder Fotos hochladen | Wohnhaus    | Espachstraße 2 (Karte)  |           | einzelnes Kulturdenkmal                                                 |    |
| weitere Bilder Fotos hochladen | Wohnhaus    | Espachstraße 3 (Karte)  |           | einzelnes Kulturdenkmal                                                 |    |
| weitere Bilder Fotos hochladen |             | Espachstraße 5 (Karte)  |           | Teil des Ensembles Bauliche Gesamtanlage Villenviertel Brühler Vorstadt |    |
| weitere Bilder Fotos hochladen |             | Espachstraße 5a (Karte) |           | Teil des Ensembles Bauliche Gesamtanlage Villenviertel Brühler Vorstadt |    |
| weitere Bilder Fotos hochladen |             | Espachstraße 6 (Karte)  |           | Teil des Ensembles Bauliche Gesamtanlage Villenviertel Brühler Vorstadt |    |
| weitere Bilder Fotos hochladen |             | Espachstraße 6a (Karte) |           | Teil des Ensembles Bauliche Gesamtanlage Villenviertel Brühler Vorstadt |    |
| weitere Bilder Fotos hochladen | Wohnhaus    | Espachstraße 7 (Karte)  |           | einzelnes Kulturdenkmal                                                 |    |
| BW                             | Garage      | Espachstraße 7 (Karte)  |           | einzelnes Kulturdenkmal                                                 |    |

### Gothaer Straße
| Bild                           | Bezeichnung                                                           | Lage                                                                             | Datierung | Beschreibung                                                | ID |
| ------------------------------ | --------------------------------------------------------------------- | -------------------------------------------------------------------------------- | --------- | ----------------------------------------------------------- | -- |
| BW                             | Denkmal, sogenannter Eiszeit-Denkstein                                | Gothaer Straße o. Nr., Gemarkung Erfurt-Süd / Flur 101 / Flurstück 11/12 (Karte) |           | einzelnes Kulturdenkmal                                     |    |
| weitere Bilder Fotos hochladen | Park- und Gartenanlage, sogenannter Egapark                           | Gothaer Straße 50 (Karte)                                                        |           | Historische Park- und Gartenanlage; einzelnes Kulturdenkmal |    |
| weitere Bilder Fotos hochladen | Stadtbefestigung, sogenannte Cyriaksburg                              | Gothaer Straße 50 (Karte)                                                        |           | einzelnes Kulturdenkmal                                     |    |
| weitere Bilder Fotos hochladen | Stadtbefestigung, sogenannte Cyriaksburg, südlicher Befestigungsturm  | Gemarkung Erfurt-Mitte / Flur 101 / Flurstüc 11/12 (Karte)                       |           | einzelnes Kulturdenkmal                                     |    |
| weitere Bilder Fotos hochladen | Stadtbefestigung, sogenannte Cyriaksburg, nördlicher Befestigungsturm | Gemarkung Erfurt-Mitte / Flur 101 / Flurstüc 11/12 (Karte)                       |           |                                                             |    |
| weitere Bilder Fotos hochladen | Stadtbefestigung, sogenannte Cyriaksburg, Seitenkaponniere I          | Gemarkung Erfurt-Mitte / Flur 101 / Flurstüc 11/12 (Karte)                       |           |                                                             |    |

### Hochheimer Straße
| Bild                           | Bezeichnung                  | Lage                             | Datierung | Beschreibung                                                                                                   | ID |
| ------------------------------ | ---------------------------- | -------------------------------- | --------- | --- | -- |
| weitere Bilder Fotos hochladen | Pförtchenbrücke              | Hochheimer Straße o. Nr. (Karte) |           | einzelnes Kulturdenkmal; Teil des Gartendenkmal Flutgraben                                                     |    |
| BW                             | Wohnhaus                     | Hochheimer Straße 11 (Karte)     |           | Teil des Ensembles Bauliche Gesamtanlage Villenviertel Brühler Vorstadt; lt. Denkmalliste des Landes Thüringen |    |
| weitere Bilder Fotos hochladen | Wohnhaus                     | Hochheimer Straße 11a (Karte)    |           | einzelnes Kulturdenkmal; Teil des Ensembles Bauliche Gesamtanlage Villenviertel Brühler Vorstadt               |    |
| weitere Bilder Fotos hochladen | Jugendherberge               | Hochheimer Straße 12 (Karte)     |           | einzelnes Kulturdenkmal; Teil des Ensembles Bauliche Gesamtanlage Villenviertel Brühler Vorstadt               |    |
| BW                             | Wohnhaus                     | Hochheimer Straße 17a (Karte)    |           | einzelnes Kulturdenkmal                                                                                        |    |
| weitere Bilder Fotos hochladen | Badeanstalt Dreienbrunnenbad | Hochheimer Straße 35a (Karte)    |           | einzelnes Kulturdenkmal                                                                                        |    |
| weitere Bilder Fotos hochladen | Wasserwerk                   | Hochheimer Straße 35b (Karte)    |           | einzelnes Kulturdenkmal                                                                                        |    |
| weitere Bilder Fotos hochladen |                              | Hochheimer Straße 44 (Karte)     |           | Teil des Ensembles Bauliche Gesamtanlage Villenviertel Brühler Vorstadt                                        |    |
| weitere Bilder Fotos hochladen |                              | Hochheimer Straße 45 (Karte)     |           | Teil des Ensembles Bauliche Gesamtanlage Villenviertel Brühler Vorstadt                                        |    |
| weitere Bilder Fotos hochladen |                              | Hochheimer Straße 46 (Karte)     |           | Teil des Ensembles Bauliche Gesamtanlage Villenviertel Brühler Vorstadt                                        |    |
| weitere Bilder Fotos hochladen |                              | Hochheimer Straße 50 (Karte)     |           | Teil des Ensembles Bauliche Gesamtanlage Villenviertel Brühler Vorstadt                                        |    |
| weitere Bilder Fotos hochladen | Wohnhaus                     | Hochheimer Straße 51 (Karte)     |           | einzelnes Kulturdenkmal; Teil des Ensembles Bauliche Gesamtanlage Villenviertel Brühler Vorstadt               |    |
| weitere Bilder Fotos hochladen | Villa                        | Hochheimer Straße 52 (Karte)     |           | einzelnes Kulturdenkmal; Teil des Ensembles Bauliche Gesamtanlage Villenviertel Brühler Vorstadt               |    |
| weitere Bilder Fotos hochladen | Wohnhaus                     | Hochheimer Straße 58 (Karte)     |           | einzelnes Kulturdenkmal; Teil des Ensembles Bauliche Gesamtanlage Villenviertel Brühler Vorstadt               |    |
| weitere Bilder Fotos hochladen | Villa / Landhaus             | Hochheimer Straße 59 (Karte)     |           | einzelnes Kulturdenkmal; Teil des Ensembles Bauliche Gesamtanlage Villenviertel Brühler Vorstadt               |    |

### Kresseweg
| Bild | Bezeichnung          | Lage              | Datierung | Beschreibung            | ID |
| ---- | -------------------- | ----------------- | --------- | ----------------------- | -- |
| BW   | Brunnenkresseklingen | Kresseweg (Karte) |           | einzelnes Kulturdenkmal |    |

### Langer Graben
| Bild | Bezeichnung            | Lage                  | Datierung | Beschreibung            | ID |
| ---- | ---------------------- | --------------------- | --------- | ----------------------- | -- |
| BW   | Quellgewölbe Peterborn | Langer Graben (Karte) |           | einzelnes Kulturdenkmal |    |

### Lossiusstraße
| Bild                           | Bezeichnung | Lage                    | Datierung | Beschreibung                                                            | ID |
| ------------------------------ | ----------- | ----------------------- | --------- | ----------------------------------------------------------------------- | -- |
| weitere Bilder Fotos hochladen |             | Lossiusstraße 1 (Karte) |           | Teil des Ensembles Bauliche Gesamtanlage Villenviertel Brühler Vorstadt |    |
| BW                             |             | Lossiusstraße 2 (Karte) |           | Teil des Ensembles Bauliche Gesamtanlage Villenviertel Brühler Vorstadt |    |

### Meineckestraße
| Bild                           | Bezeichnung | Lage                      | Datierung | Beschreibung                                    | ID |
| ------------------------------ | ----------- | ------------------------- | --------- | ----------------------------------------------- | -- |
| weitere Bilder Fotos hochladen |             | Meineckestraße 15 (Karte) |           | Bauliche Gesamtanlage Wohnhäuser Meineckestraße |    |
| weitere Bilder Fotos hochladen |             | Meineckestraße 16 (Karte) |           | Bauliche Gesamtanlage Wohnhäuser Meineckestraße |    |
| weitere Bilder Fotos hochladen |             | Meineckestraße 17 (Karte) |           | Bauliche Gesamtanlage Wohnhäuser Meineckestraße |    |
| weitere Bilder Fotos hochladen |             | Meineckestraße 18 (Karte) |           | Bauliche Gesamtanlage Wohnhäuser Meineckestraße |    |
| weitere Bilder Fotos hochladen |             | Meineckestraße 19 (Karte) |           | Bauliche Gesamtanlage Wohnhäuser Meineckestraße |    |
| weitere Bilder Fotos hochladen |             | Meineckestraße 20 (Karte) |           | Bauliche Gesamtanlage Wohnhäuser Meineckestraße |    |
| weitere Bilder Fotos hochladen |             | Meineckestraße 21 (Karte) |           | Bauliche Gesamtanlage Wohnhäuser Meineckestraße |    |
| weitere Bilder Fotos hochladen |             | Meineckestraße 22 (Karte) |           | Bauliche Gesamtanlage Wohnhäuser Meineckestraße |    |

### Motzstraße
| Bild                           | Bezeichnung                    | Lage                      | Datierung | Beschreibung                                                            | ID |
| ------------------------------ | ------------------------------ | ------------------------- | --------- | ----------------------------------------------------------------------- | -- |
| BW                             | Quellfassung Philosophenquelle | Motzstraße o. Nr. (Karte) |           | einzelnes Kulturdenkmal                                                 |    |
| weitere Bilder Fotos hochladen |                                | Motzstraße 1 (Karte)      |           | Teil des Ensembles Bauliche Gesamtanlage Villenviertel Brühler Vorstadt |    |
| weitere Bilder Fotos hochladen |                                | Motzstraße 2 (Karte)      |           | Teil des Ensembles Bauliche Gesamtanlage Villenviertel Brühler Vorstadt |    |

### Nerlystraße
| Bild                           | Bezeichnung | Lage                   | Datierung | Beschreibung                                                                                     | ID |
| ------------------------------ | ----------- | ---------------------- | --------- | ------------------------------------------------------------------------------------------------ | -- |
| weitere Bilder Fotos hochladen |             | Nerlystraße 7 (Karte)  |           | Teil des Ensembles Bauliche Gesamtanlage Villenviertel Brühler Vorstadt                          |    |
| weitere Bilder Fotos hochladen |             | Nerlystraße 8 (Karte)  |           | Teil des Ensembles Bauliche Gesamtanlage Villenviertel Brühler Vorstadt                          |    |
| weitere Bilder Fotos hochladen |             | Nerlystraße 9 (Karte)  |           | Teil des Ensembles Bauliche Gesamtanlage Villenviertel Brühler Vorstadt                          |    |
| weitere Bilder Fotos hochladen |             | Nerlystraße 10 (Karte) |           | Teil des Ensembles Bauliche Gesamtanlage Villenviertel Brühler Vorstadt                          |    |
| weitere Bilder Fotos hochladen | Wohnhaus    | Nerlystraße 11 (Karte) |           | einzelnes Kulturdenkmal; Teil des Ensembles Bauliche Gesamtanlage Villenviertel Brühler Vorstadt |    |

### Pförtchenstraße
| Bild                           | Bezeichnung | Lage                      | Datierung | Beschreibung                                                                  | ID |
| ------------------------------ | ----------- | ------------------------- | --------- | ----------------------------------------------------------------------------- | -- |
| weitere Bilder Fotos hochladen | Wohnhaus    | Pförtchenstraße 5 (Karte) |           | einzelnes Kulturdenkmal; Bauliche Gesamtanlage Villenviertel Brühler Vorstadt |    |

### Reichartstraße
| Bild                           | Bezeichnung | Lage                      | Datierung | Beschreibung                                                                                     | ID |
| ------------------------------ | ----------- | ------------------------- | --------- | ------------------------------------------------------------------------------------------------ | -- |
| weitere Bilder Fotos hochladen | Wohnhaus    | Reichartstraße 1 (Karte)  |           | einzelnes Kulturdenkmal                                                                          |    |
| weitere Bilder Fotos hochladen | Wohnhaus    | Reichartstraße 2 (Karte)  |           | einzelnes Kulturdenkmal                                                                          |    |
| weitere Bilder Fotos hochladen | Wohnhaus    | Reichartstraße 3 (Karte)  |           | einzelnes Kulturdenkmal                                                                          |    |
| BW                             | Einfriedung | Reichartstraße 3 (Karte)  |           | einzelnes Kulturdenkmal                                                                          |    |
| weitere Bilder Fotos hochladen | Wohnhaus    | Reichartstraße 4 (Karte)  |           | einzelnes Kulturdenkmal                                                                          |    |
| BW                             | Einfriedung | Reichartstraße 4 (Karte)  |           | einzelnes Kulturdenkmal                                                                          |    |
| weitere Bilder Fotos hochladen | Wohnhaus    | Reichartstraße 8 (Karte)  |           | einzelnes Kulturdenkmal; Teil des Ensembles Bauliche Gesamtanlage Villenviertel Brühler Vorstadt |    |
| weitere Bilder Fotos hochladen | Einfriedung | Reichartstraße 8 (Karte)  |           | einzelnes Kulturdenkmal; Teil des Ensembles Bauliche Gesamtanlage Villenviertel Brühler Vorstadt |    |
| weitere Bilder Fotos hochladen |             | Reichartstraße 9 (Karte)  |           | Teil des Ensembles Bauliche Gesamtanlage Villenviertel Brühler Vorstadt                          |    |
| weitere Bilder Fotos hochladen |             | Reichartstraße 10 (Karte) |           | Teil des Ensembles Bauliche Gesamtanlage Villenviertel Brühler Vorstadt                          |    |
| weitere Bilder Fotos hochladen |             | Reichartstraße 11 (Karte) |           | Teil des Ensembles Bauliche Gesamtanlage Villenviertel Brühler Vorstadt                          |    |
| BW                             |             | Reichartstraße 12 (Karte) |           | Teil des Ensembles Bauliche Gesamtanlage Villenviertel Brühler Vorstadt                          |    |
| weitere Bilder Fotos hochladen |             | Reichartstraße 13 (Karte) |           | Teil des Ensembles Bauliche Gesamtanlage Villenviertel Brühler Vorstadt                          |    |
| weitere Bilder Fotos hochladen |             | Reichartstraße 14 (Karte) |           | Teil des Ensembles Bauliche Gesamtanlage Villenviertel Brühler Vorstadt                          |    |
| weitere Bilder Fotos hochladen |             | Reichartstraße 15 (Karte) |           | Teil des Ensembles Bauliche Gesamtanlage Villenviertel Brühler Vorstadt                          |    |
| weitere Bilder Fotos hochladen |             | Reichartstraße 16 (Karte) |           | Teil des Ensembles Bauliche Gesamtanlage Villenviertel Brühler Vorstadt                          |    |
| weitere Bilder Fotos hochladen |             | Reichartstraße 18 (Karte) |           | Teil des Ensembles Bauliche Gesamtanlage Villenviertel Brühler Vorstadt                          |    |
| weitere Bilder Fotos hochladen |             | Reichartstraße 19 (Karte) |           | Teil des Ensembles Bauliche Gesamtanlage Villenviertel Brühler Vorstadt                          |    |
| weitere Bilder Fotos hochladen |             | Reichartstraße 20 (Karte) |           | Teil des Ensembles Bauliche Gesamtanlage Villenviertel Brühler Vorstadt                          |    |
| weitere Bilder Fotos hochladen |             | Reichartstraße 21 (Karte) |           | Teil des Ensembles Bauliche Gesamtanlage Villenviertel Brühler Vorstadt                          |    |
| weitere Bilder Fotos hochladen |             | Reichartstraße 22 (Karte) |           | Teil des Ensembles Bauliche Gesamtanlage Villenviertel Brühler Vorstadt                          |    |
| BW                             |             | Reichartstraße 23 (Karte) |           | Teil des Ensembles Bauliche Gesamtanlage Villenviertel Brühler Vorstadt                          |    |
| weitere Bilder Fotos hochladen |             | Reichartstraße 24 (Karte) |           | Teil des Ensembles Bauliche Gesamtanlage Villenviertel Brühler Vorstadt                          |    |

### Richard-Breslau-Straße
| Bild                           | Bezeichnung                             | Lage                                                    | Datierung | Beschreibung                                                                                     | ID |
| ------------------------------ | --------------------------------------- | ------------------------------------------------------- | --------- | ------------------------------------------------------------------------------------------------ | -- |
| weitere Bilder Fotos hochladen | Fußgängerbrücke Friedrichssteg          | Richard-Breslau-Straße o. Nr. (Karte)                   |           | einzelnes Kulturdenkmal; Teil des Gartendenkmal Flutgraben                                       |    |
| weitere Bilder Fotos hochladen | Christian-Reichart-Denkmal              | Richard-Breslau-Straße o. Nr., Pförtchenanlagen (Karte) |           | Standbild von Christian Reichart; einzelnes Kulturdenkmal                                        |    |
| weitere Bilder Fotos hochladen | Wohnhaus                                | Richard-Breslau-Straße 1 (Karte)                        |           | einzelnes Kulturdenkmal; Teil des Ensembles Bauliche Gesamtanlage Villenviertel Brühler Vorstadt |    |
| weitere Bilder Fotos hochladen |                                         | Richard-Breslau-Straße 2 (Karte)                        |           | Teil des Ensembles Bauliche Gesamtanlage Villenviertel Brühler Vorstadt                          |    |
| weitere Bilder Fotos hochladen | Wohnhaus                                | Richard-Breslau-Straße 3 (Karte)                        |           | einzelnes Kulturdenkmal; Teil des Ensembles Bauliche Gesamtanlage Villenviertel Brühler Vorstadt |    |
| weitere Bilder Fotos hochladen | Wohnhaus                                | Richard-Breslau-Straße 4 (Karte)                        |           | einzelnes Kulturdenkmal; Teil des Ensembles Bauliche Gesamtanlage Villenviertel Brühler Vorstadt |    |
| BW                             | Garage                                  | Richard-Breslau-Straße 4 (Karte)                        |           | einzelnes Kulturdenkmal; Teil des Ensembles Bauliche Gesamtanlage Villenviertel Brühler Vorstadt |    |
| BW                             | Einfriedung                             | Richard-Breslau-Straße 4 (Karte)                        |           | einzelnes Kulturdenkmal; Teil des Ensembles Bauliche Gesamtanlage Villenviertel Brühler Vorstadt |    |
| weitere Bilder Fotos hochladen | Villa                                   | Richard-Breslau-Straße 5 (Karte)                        |           | einzelnes Kulturdenkmal; Teil des Ensembles Bauliche Gesamtanlage Villenviertel Brühler Vorstadt |    |
| weitere Bilder Fotos hochladen | Villa                                   | Richard-Breslau-Straße 6 (Karte)                        |           | einzelnes Kulturdenkmal; Teil des Ensembles Bauliche Gesamtanlage Villenviertel Brühler Vorstadt |    |
| weitere Bilder Fotos hochladen |                                         | Richard-Breslau-Straße 7 (Karte)                        |           | Teil des Ensembles Bauliche Gesamtanlage Villenviertel Brühler Vorstadt                          |    |
| weitere Bilder Fotos hochladen |                                         | Richard-Breslau-Straße 7a (Karte)                       |           | Teil des Ensembles Bauliche Gesamtanlage Villenviertel Brühler Vorstadt                          |    |
| weitere Bilder Fotos hochladen |                                         | Richard-Breslau-Straße 8 (Karte)                        |           | Teil des Ensembles Bauliche Gesamtanlage Villenviertel Brühler Vorstadt                          |    |
| weitere Bilder Fotos hochladen | Wohnhaus                                | Richard-Breslau-Straße 9 (Karte)                        |           | einzelnes Kulturdenkmal; Teil des Ensembles Bauliche Gesamtanlage Villenviertel Brühler Vorstadt |    |
| weitere Bilder Fotos hochladen | Wohnhaus                                | Richard-Breslau-Straße 10 (Karte)                       |           | einzelnes Kulturdenkmal; Teil des Ensembles Bauliche Gesamtanlage Villenviertel Brühler Vorstadt |    |
| BW                             | Remise                                  | Richard-Breslau-Straße 10 (Karte)                       |           | einzelnes Kulturdenkmal; Teil des Ensembles Bauliche Gesamtanlage Villenviertel Brühler Vorstadt |    |
| BW                             | Einfriedung                             | Richard-Breslau-Straße 10 (Karte)                       |           | einzelnes Kulturdenkmal; Teil des Ensembles Bauliche Gesamtanlage Villenviertel Brühler Vorstadt |    |
| weitere Bilder Fotos hochladen |                                         | Richard-Breslau-Straße 11 (Karte)                       |           | Teil des Ensembles Bauliche Gesamtanlage Villenviertel Brühler Vorstadt                          |    |
| weitere Bilder Fotos hochladen |                                         | Richard-Breslau-Straße 12 (Karte)                       |           | Teil des Ensembles Bauliche Gesamtanlage Villenviertel Brühler Vorstadt                          |    |
| weitere Bilder Fotos hochladen |                                         | Richard-Breslau-Straße 13 (Karte)                       |           | Teil des Ensembles Bauliche Gesamtanlage Villenviertel Brühler Vorstadt                          |    |
| BW                             | Wohnhaus, sogenannte Villa Heß          | Richard-Breslau-Straße 14 (Karte)                       |           | einzelnes Kulturdenkmal; Teil des Ensembles Bauliche Gesamtanlage Villenviertel Brühler Vorstadt |    |
| weitere Bilder Fotos hochladen | Wohnhaus, sogenanntes Wachtelsches Haus | Richard-Breslau-Straße 14a (Karte)                      |           | einzelnes Kulturdenkmal; Teil des Ensembles Bauliche Gesamtanlage Villenviertel Brühler Vorstadt |    |
| BW                             | Einfriedung                             | Richard-Breslau-Straße 14a (Karte)                      |           | einzelnes Kulturdenkmal; Teil des Ensembles Bauliche Gesamtanlage Villenviertel Brühler Vorstadt |    |
| weitere Bilder Fotos hochladen |                                         | Richard-Breslau-Straße 15 (Karte)                       |           | Teil des Ensembles Bauliche Gesamtanlage Villenviertel Brühler Vorstadt                          |    |

### Rudolfstraße
| Bild                           | Bezeichnung                 | Lage                    | Datierung | Beschreibung            | ID |
| ------------------------------ | --------------------------- | ----------------------- | --------- | ----------------------- | -- |
| weitere Bilder Fotos hochladen | Ehemalige Artilleriekaserne | Rudolfstraße 48 (Karte) |           | einzelnes Kulturdenkmal |    |

### Steigerstraße
| Bild                           | Bezeichnung | Lage                      | Datierung | Beschreibung                                                            | ID |
| ------------------------------ | ----------- | ------------------------- | --------- | ----------------------------------------------------------------------- | -- |
| weitere Bilder Fotos hochladen | Wohnhaus    | Steigerstraße 10 (Karte)  |           | einzelnes Kulturdenkmal                                                 |    |
| weitere Bilder Fotos hochladen | Einfriedung | Steigerstraße 10 (Karte)  |           | einzelnes Kulturdenkmal                                                 |    |
| weitere Bilder Fotos hochladen | Wohnhaus    | Steigerstraße 11 (Karte)  |           | einzelnes Kulturdenkmal                                                 |    |
| weitere Bilder Fotos hochladen | Einfriedung | Steigerstraße 11 (Karte)  |           | einzelnes Kulturdenkmal                                                 |    |
| weitere Bilder Fotos hochladen | Wohnhaus    | Steigerstraße 24a (Karte) |           | Teil des Ensembles Bauliche Gesamtanlage Villenviertel Brühler Vorstadt |    |
| weitere Bilder Fotos hochladen | Wohnhaus    | Steigerstraße 31 (Karte)  |           | einzelnes Kulturdenkmal                                                 |    |
| weitere Bilder Fotos hochladen | Wohnhaus    | Steigerstraße 39 (Karte)  |           | einzelnes Kulturdenkmal                                                 |    |
| BW                             | Einfriedung | Steigerstraße 39 (Karte)  |           | einzelnes Kulturdenkmal                                                 |    |
| Fotos hochladen                | Wohnhaus    | Steigerstraße 40 (Karte)  |           | einzelnes Kulturdenkmal                                                 |    |
| BW                             | Einfriedung | Steigerstraße 40 (Karte)  |           | einzelnes Kulturdenkmal                                                 |    |
| weitere Bilder Fotos hochladen | Wohnhaus    | Steigerstraße 41 (Karte)  |           | einzelnes Kulturdenkmal                                                 |    |
| BW                             | Einfriedung | Steigerstraße 41 (Karte)  |           | einzelnes Kulturdenkmal                                                 |    |

### Straße des Friedens
| Bild                           | Bezeichnung | Lage                           | Datierung | Beschreibung            | ID |
| ------------------------------ | ----------- | ------------------------------ | --------- | ----------------------- | -- |
| weitere Bilder Fotos hochladen | Wohnhaus    | Straße des Friedens 5 (Karte)  |           | einzelnes Kulturdenkmal |    |
| BW                             | Einfriedung | Straße des Friedens 5 (Karte)  |           | einzelnes Kulturdenkmal |    |
| weitere Bilder Fotos hochladen | Wohnhaus    | Straße des Friedens 5a (Karte) |           | einzelnes Kulturdenkmal |    |
| weitere Bilder Fotos hochladen | Einfriedung | Straße des Friedens 5a (Karte) |           | einzelnes Kulturdenkmal |    |
| weitere Bilder Fotos hochladen | Wohnhaus    | Straße des Friedens 5b (Karte) |           | einzelnes Kulturdenkmal |    |
| BW                             | Einfriedung | Straße des Friedens 5b (Karte) |           | einzelnes Kulturdenkmal |    |

### Tettaustraße
| Bild                           | Bezeichnung    | Lage                    | Datierung | Beschreibung | ID |
| ------------------------------ | -------------- | ----------------------- | --------- | --- | -- |
| weitere Bilder Fotos hochladen | Grünanlage     | Tettaustraße (Karte)    |           | Teil des Ensembles Kennzeichnendes Straßen- und Platzbild und Historische Park- und Gartenanlage Tettaustraße / Benaryplatz                                           |    |
| weitere Bilder Fotos hochladen |                | Tettaustraße 1a (Karte) |           | Teil des Ensembles Kennzeichnendes Straßen- und Platzbild und Historische Park- und Gartenanlage Tettaustraße / Benaryplatz                                           |    |
| weitere Bilder Fotos hochladen |                | Tettaustraße 1b (Karte) |           | Teil des Ensembles Kennzeichnendes Straßen- und Platzbild und Historische Park- und Gartenanlage Tettaustraße / Benaryplatz                                           |    |
| weitere Bilder Fotos hochladen | Christuskirche | Tettaustraße 3 (Karte)  | 1913      | mit Ausstattung; einzelnes Kulturdenkmal; Teil des Ensembles Kennzeichnendes Straßen- und Platzbild und Historische Park- und Gartenanlage Tettaustraße / Benaryplatz |    |
| weitere Bilder Fotos hochladen | Pfarrhaus      | Tettaustraße 4 (Karte)  |           | einzelnes Kulturdenkmal; Teil des Ensembles Kennzeichnendes Straßen- und Platzbild und Historische Park- und Gartenanlage Tettaustraße / Benaryplatz                  |    |
| weitere Bilder Fotos hochladen |                | Tettaustraße 5 (Karte)  |           | Teil des Ensembles Kennzeichnendes Straßen- und Platzbild und Historische Park- und Gartenanlage Tettaustraße / Benaryplatz                                           |    |
| weitere Bilder Fotos hochladen |                | Tettaustraße 6 (Karte)  |           | Teil des Ensembles Kennzeichnendes Straßen- und Platzbild und Historische Park- und Gartenanlage Tettaustraße / Benaryplatz                                           |    |
| weitere Bilder Fotos hochladen |                | Tettaustraße 7 (Karte)  |           | Teil des Ensembles Kennzeichnendes Straßen- und Platzbild und Historische Park- und Gartenanlage Tettaustraße / Benaryplatz                                           |    |

## Abgegangene Kulturdenkmale
| Bild | Bezeichnung | Lage                      | Datierung | Beschreibung | ID |
| ---- | ----------- | ------------------------- | --------- | --- | -- |
| BW   | Wohnhaus    | Steigerstraße 16a (Karte) |           | einzelnes Kulturdenkmal; durch Garagenneubau ersetzt; mit Stand 11. April 2025 noch in der Denkmalliste geführt |    |